# Maireana appressa
Maireana appressa är en amarantväxtart som först beskrevs av George Bentham, och fick sitt nu gällande namn av Paul G. Wilson. Maireana appressa ingår i släktet Maireana och familjen amarantväxter. Inga underarter finns listade i Catalogue of Life.